# Сура Аль-Анфаль
Сура Аль-Анфаль (араб. سورة الأنفال) або  Військова здобич — восьма сура Корану. Мединська сура, що містить 75 аятів.
У сурі міститься декілька повчальних історій, що стосуються мусульманських пророків та їх послідовників. Також йдеться про ставлення Мухаммеда до мусульман. Розглядаються такі питання, як скарбниця мусульманської общини; військові трофеї; битва при Бадрі. Містяться настанови щодо ведення священної війни. Розповідається про ніч, коли вороги хотіли вбити Мухаммеда, але Алі ібн Абу Таліб зайняв його місце у постелі. Йдеться про якості, властиві щиро віруючим.
Більшість аятів цієї сури присвячені битві при Бадрі — першому збройному зіткненню мусульман з язичниками. Тому ця сура має ще одну назву — сура Бадр.
Окрім розповіді про битву при Бадрі, ця сура містить опис якостей, властивих воїнам ісламу, в порівнянні з їх ворогами.

## Короткий зміст
Уся здобич дійсно належить посланцю Аллаха, який використовує її згідно з його волею. Віруючі згодні з його настановами. Допомога та перемога дарується лише Аллахом, як це стало відомо під час битви при Бадрі (1-19).
Покірність, свідома дисципліна, наполегливість, віра та вдячність Аллаху — справжні засоби для досягнення успіху та подолання зла. Зло поєднується зі злом і знищується (20-37).
Битва при Бадрі була випробуванням і показала, як доблесть та мужність можуть успішно протистояти силі, що переважає. Аллах очікує від людини стійкості та покори, віри, мужності й сміливості, правильної підготовки та максимального використання сил і засобів. Після цього буде достатньою його допомога (38-64).
Навіть десятикратна перевага у силах нічого не означає, коли йдуть на ворога за правду і віру. Та після досягнення перемоги, потрібно бути великодушними (65-75).